# Distrito electoral de Creal Springs (Illinois)
Creal Springs (en inglés: Creal Springs Precinct) es un distrito electoral ubicado en el condado de Williamson en el estado estadounidense de Illinois. En el Censo de 2010 tenía una población de 2483 habitantes y una densidad poblacional de 26,22 personas por km².

## Geografía
Según la Oficina del Censo de los Estados Unidos, tiene una superficie total de 94.69 km², de la cual 92.83 km² corresponden a tierra firme y (1.97%) 1.86 km² es agua.

## Demografía
Según el censo de 2010, había 2483 personas residiendo. La densidad de población era de 26,22 hab./km². De los 2483 habitantes, estaba compuesto por el 97.34% blancos, el 0.6% eran afroamericanos, el 0.12% eran amerindios, el 0.24% eran asiáticos, el 0% eran isleños del Pacífico, el 0.2% eran de otras razas y el 1.49% pertenecían a dos o más razas. Del total de la población el 1.09% eran hispanos o latinos de cualquier raza.